# Die grünen Teufel von Monte Cassino
Die grünen Teufel von Monte Cassino (alemany per a «els diables verds de Monte Cassino») és una pel·lícula bèl·lica franco-alemanya de 1958 dirigida per Harald Reinl i protagonitzada per Joachim Fuchsberger, Antje Geerk i Ewald Balser. El títol fa referència als diables verds, una tropa de paracaigudistes alemanys de la Segona Guerra Mundial.
Fou rodada als Estudis Bavaria de Múnic. El muntatge de la pel·lícula fou dissenyat per Arne Flekstad i Bruno Monden.

## Argument
La 1a Divisió Paracaigudista alemanya és enviada a Avinyó. Alguns soldats són ferits, com el suboficial Karl Christiansen. Fähnrich és degradat per negar-se a executar un soldat enemic. Allí manté una relació amb l'infermera Inge, però se separen quan són enviats a Monte Cassino, on se'ls obliga a mantenir la posició davant l'atac aliat. Allí s'hi troben nombrosos civils refugiats. Alhora, el tinent coronel Schlegel vol mantenir en bon estat les obres d'art i portar-les al Vaticà. Organitza una expedició per portar-les i mentrestant els aliats i els partisans ataquen l'abadia. Inge i Karl sobreviuen i tornen a Alemanya.

## Repartiment
- Joachim Fuchsberger - Lt. Reiter
- Antje Geerk - Inge
- Ewald Balser - Lt. Schlegel
- Elma Karlowa - Gina
- Dieter Eppler - Karl Christiansen
- Agnès Laurent - Hélène
- Carl Wery - Gen. Heidenreich
- Wolfgang Preiss - Munkler
- Wolfgang Wahl - Greinert
- Wolfgang Neuss - Neumann
- Armin Dahlen - Pater Emmanuel
- Harald Juhnke - Hugo Lembke
- Leonard Steckel - Abbott
- Jan Hendriks - Fausto
- Albert Hehn - Maj. Zillert
- Siegfried Breuer Jr.
- Hans von Borsody
- Walter Gross
- Michl Lang
- Wolf Ackva
- Rolf Castell
- Hans Terofal - Friedrich